# Pińsko Wielkopolskie
Pińsko Wielkopolskie – przystanek kolejowy we wsi Wolwark, w powiecie nakielskim w woj. kujawsko-pomorskim, w Polsce.